# Доротея Гедвига Брауншвейг-Вольфенбюттельская
Доротея Гедвига Брауншвейг-Вольфенбюттельская (нем. Dorothea Hedwig von Braunschweig-Wolfenbüttel; 3 февраля 1587, Вольфенбюттель — 16 октября 1609, Цербст) — принцесса Брауншвейг-Вольфенбюттельская, в замужестве княгиня Ангальт-Цербстская.

## Биография
Доротея Гедвига — старший ребёнок герцога Генриха Юлия Брауншвейг-Вольфенбюттельского и его супруги Доротеи Саксонской, дочери курфюрста Саксонии Августа. Её рождение стало причиной смерти её матери.
29 декабря 1605 года Доротея Гедвига вышла замуж за князя Ангальт-Цербста Рудольфа. Она умерла при родах своего четвёртого ребёнка, мертворождённой принцессы, которая появилась на свет лишь спустя час после смерти матери. Княгиня  похоронена в церкви Св. Варфоломея в Цербсте.

## Потомки
- дочь (1606)
- Доротея (1607—1634), замужем за герцогом Брауншвейг-Вольфенбюттеля Августом Младшим (1579—1666)
- Элеонора (1608—1680), замужем за герцогом Фридрихом Шлезвиг-Гольштейн-Норбургским (1581—1658)
- дочь (1609)